# Roman von Procházka
Roman Freiherr von Procházka (zeitweise offiziell nur Roman Procházka; * 20. November 1900 in Prag; † 24. Juli 1990 in München) war ein tschechoslowakischer Rechtsanwalt, Genealoge und Autor.

## Familie
Procházka war der Sohn des österreichischen Ministerialrats, Komponisten und Autors Rudolph Freiherr von Procházka, Mitglied des Prager Konservatoriums, Vizepräsident und Geschäftsführer der Prager Musikprüfungskommission, Landesmusikreferent, Gründer des Vereins Deutsche Akademie für Musik und darstellende Kunst sowie Gründer und Präsident der deutschen Musikhochschule zu Prag, und der Antonia Ludmilla Gundling. Sie war Schriftführerin der Gesellschaft vom Roten Kreuz, Vorsitzende des Frauenhilfsvereines im Königreich Böhmen und Präsidentin des Klubs deutscher Künstlerinnen in Prag.
In erster in Mödling geschlossener Ehe war Procházka vom 17. Oktober 1936 bis 17. April 1937 mit Elisabeth Thomaset verheiratet. In zweiter Ehe heiratete er in Prag am 19. April 1941 Anna Krzesaldo von Lindenstand. Aus dieser Ehe stammen die beiden Töchter Isabella und Marietta.

## Leben
Procházka besuchte ab 1906 die Übungsschule der k.k. Lehrerbildungsanstalt. 1910 erhielt er einen Stiftungsplatz an der Graf Straka-Akademie, einem Prager Knabeninternat für den böhmischen Adel. Als im Ersten Weltkrieg die Akademie in ein Reservespital umgewandelt wurde, wechselte er an das k.k. Deutsche Staatsgymnasium, an dem er am 27. Februar 1918 sein Kriegsmatura ablegte. Procházka rückte am Ende des Ersten Weltkriegs noch in die österreichisch-ungarische Armee ein. Danach studierte er ab 15. Januar 1919 bis 1923 Rechtswissenschaft an der deutschen Karl-Ferdinands-Universität zu Prag.
Procházka war dann als Rechtsanwalt am Internationalen Gerichtshof und Anfang der 1930er Jahre zwei Jahre lang als österreichischer Konsul in Addis Abeba tätig, bis er im Februar 1934 abberufen wurde, da einige seiner Aktivitäten „nicht mit dem diplomatischen Amt vereinbar waren“. Zurück in Österreich, schrieb er sein Buch Abessinien: die schwarze Gefahr (Wien 1935), das in mehrere Sprachen (u. a. Englisch und Italienisch) übersetzt und auch im Ausland verlegt wurde. Während seiner Zeit in Abessinien erforschte Procházka die Genealogie des äthiopischen Kaiserhauses. 1938 kehrte er nach Prag zurück und betätigte sich als Syndikus im Außenhandel der Zuckerindustrie.
1944 wurde Procházka während des Zweiten Weltkriegs noch zur deutschen Wehrmacht eingezogen. Nach Kriegsende wegen seiner Zusammenarbeit mit den Nationalsozialisten zu sieben Jahren Zuchthaus und Zwangsarbeit in tschechischen Bergwerken verurteilt, war er nach seiner Entlassung von 1954 bis 1964 als Beamter in einem Serum- und Impfstoff-Institut in Prag angestellt. Im Jahr darauf erhielt Procházka die Erlaubnis, in die Bundesrepublik Deutschland zu emigrieren. Er übersiedelte nach Ellwangen zu Verwandten, die ihm zuvor geholfen hatten, per Post Teile seiner Bibliothek nach Ellwangen zu verbringen. Zunächst war er als unabhängig publizierender Privatgelehrter in Ellwangen sowie seit 1971 in München ansässig. Als phalerischer Gutachter war Procházka für das Auktionshaus Graf Klenau oHG tätig. Außerdem betätigte er sich als Historiker und Genealoge sowie als Autor zahlreicher Beiträge in genealogischen Fachzeitschriften und einiger genealogischer Bücher.
Procházka wurde an der Seite seiner Mutter in Prag beigesetzt.

## Ehrungen
Die Zentralstelle für Personen und Familiengeschichte verlieh ihm am 16. Februar 1979 die Silberne Verdienstmedaille und seit 1980 war er Ehrenmitglied bei der Heraldisch-Genealogischen Gesellschaft Adler in Wien.
Procházka war Komtur des Ritterordens vom Heiligen Georg in Kärnten für München, Freising und Altbayern, und am 25. September 1979 wurde er zum Großkreuzritter der Justiz ernannt.

## Schriften (Auswahl)
- Abessinien: die schwarze Gefahr. Saturn, Wien 1935; italienische Ausgabe: Abissinia pericolo nero. Vorwort von Ottavio Dinale. Bompiani, Mailand 1935; englische Ausgabe: Abyssinia: The Powder Barrel. British International News Agency, London 1936.
- Meine 32 Ahnen und ihre Sippenkreise (= Bibliothek familiengeschichtlicher Arbeiten. Band 7). Degener & Co, Leipzig 1928.
- Physiognomie und Phänotyp der Gundlinge. Eine erbbiologische Studie durch sechs Jahrhunderte. In: Archiv für Sippenforschung und alle verwandten Gebiete. 31. Jahrgang, Heft 19, August 1965.
- Genealogisches Handbuch erloschener böhmischer Herrenstandsfamilien. Hauptband. Degener & Co, Neustadt (Aisch) 1973, ISBN 3-7686-5002-2.
  - Genealogisches Handbuch erloschener böhmischer Herrenstandsfamilien. Ergänzungsband, Vorstand des Collegium Carolinum (Hrsg.). R. Oldenbourg Wissenschaftsverlag, München 1990, ISBN 3-486-54051-3.
- Österreichisches Ordenshandbuch. 4 Bände. Graf-Klenau-OHG, München 1974.
- Die staatsrechtliche Stellung und kulturpolitische Bedeutung des historischen böhmischen Herrenstandes. In: Bohemia. Zeitschrift für Geschichte und Kultur der böhmischen Länder. Band 22, 1981, S. 112–122 (Digitalisat).